# Tract 90

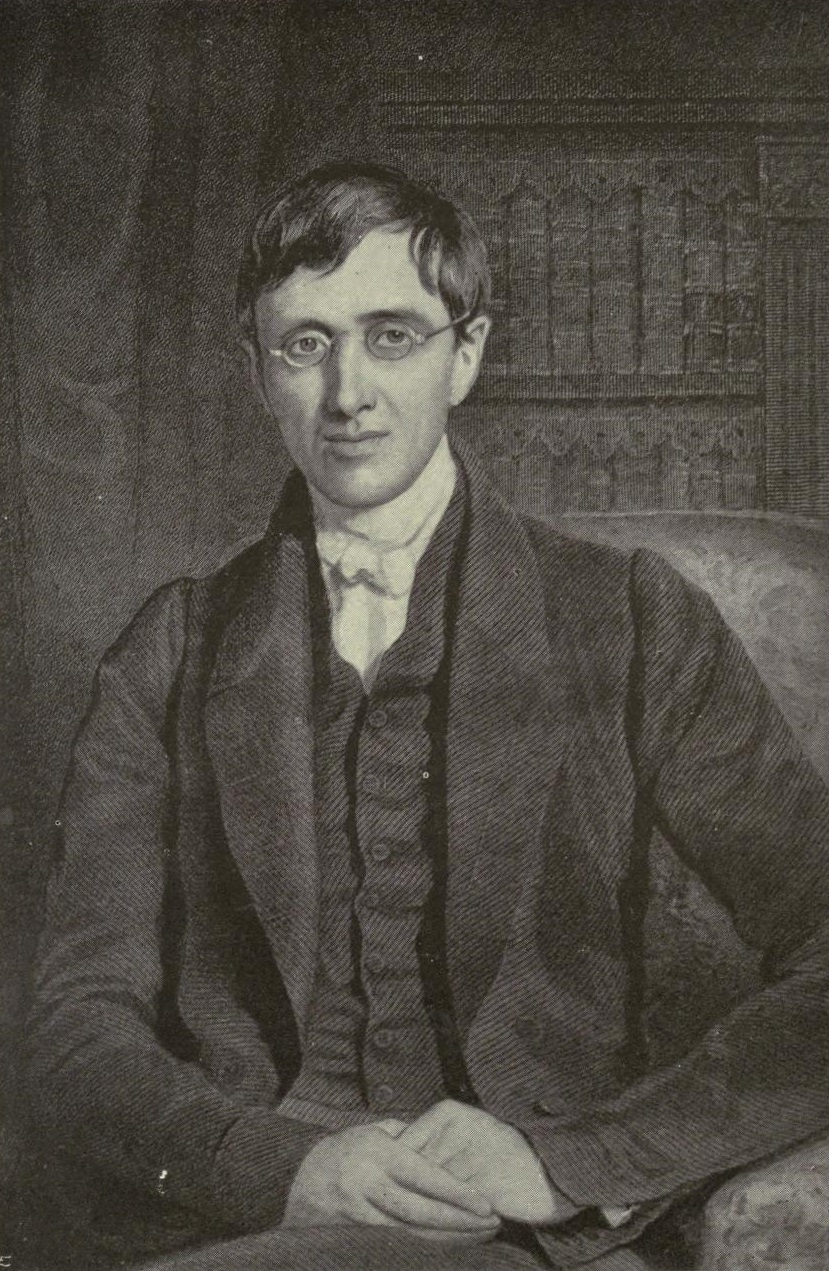
Ritratto di Newman quando era un fellow ad Oxford

Remarks on Certain Passages in the Thirty-Nine Articles (ovvero Osservazioni su determinati passaggi nei Trentanove articoli), meglio conosciuto come Tract 90, era un phamplet teologico scritto dal teologo e sacerdote inglese John Henry Newman e pubblicato nel febbraio del 1841. Tale tract è il più famoso e il più controverso dei Tracts for the Times prodotti dagli esponenti del Movimento di Oxford.

## IlTract

### Contenuto e struttura
Nel Tract 90, Newman si immerse in un'esaminazione dettagliata dei Trentanove articoli di fede, suggerendo che questi ultimi, di cui Newman sottolinea il carattere ambiguo e dalle molteplici interpretazioni, non siano diretti contro il credo dei cattolici romani, ma solo contro gli errori popolari devozionali e le esagerazioni scaturite dal Concilio di Trento, tra cui il papismo. Difatti i 39 articoli di fede, stabiliti nella Convention del 1562/63 ad opera di Elisabetta I, non attaccavano nessun dogma della Chiesa Cattolica, fuorché gli errori dominanti di quest'ultima come la venerazione dei santi, l'assolutismo papale e altre forme di deviazione che verranno accolte all'interno delle decisioni tridentine del 1564, quando cioè furono approvate da Pio IV. Il ragionamento di Newman aveva avuto un predecessore negli scritti del teologo inglese e convertito Christopher Davenport, conosciuto anche col nome religioso di Francis a Sancta Clara (1598-1680), in particolar modo la Paraphrastica Expositio Articulorum Confessionis Anglicanae (1634). Il proposito del Tract 90, insieme a molti altri nella serie, era di affermare che l'identità ecclesiologica fondamentale della Chiesa d'Inghilterra era cattolica piuttosto che protestante, e Newman lo fece dividendo il suo tract nelle seguenti sezioni:
- Introduction.
- 1. Holy Scripture and the Authority of the Church.
- 2. Justification by Faith only.
- 3. Works before and after Justification.
- 4. The Visible Church.
- 5. General Councils.
- 6. Purgatory, Pardons, Images, Relics, Invocation of Saints.
- 7. The Sacraments.
- 8. Transubstantiation.
- 9. Masses.
- 10. Marriage of Clergy.
- 11. The Homilies.
- 12. The Bishop of Rome.
- Conclusion.

## Conseguenze
Le reazioni, da parte degli anglicani vicini all'evangelismo e ostili comunque al rinnovamento dell'anglicanesimo in senso cattolico, furono violente, tanto che l'Università di Oxford e il vescovo locale, Richard Baggot, dovettero prendere dei provvedimenti pesanti nei confronti del Movimento Tractariano per placare la tempesta di sdegno che si era levata. Newman fu costretto, nel 1841, a lasciare Oxford per prendersi cura delle anime del villaggio di Littlemore ma nel 1845, attanagliato da diversi anni dai dubbi di fede, si convertì al cattolicesimo. 